# 아나 고고리타
아나 고고리타(Ana Gogorita, 1975년 11월 18일 ~ )는 루마니아의 탁구 선수다. 2000년 말레이시아 쿠알라룸푸르 세계선수권대회에서 단체 동메달을 획득하였다.